# Statua della Madonna delle Grazie con Bambino
La statua della Madonna delle Grazie con Bambino o statua lignea della Madonna con Bambino è un'opera scultorea sita nella chiesa della Madonna delle Grazie a Villa Santa Maria, in provincia di Chieti.

## Descrizione
La chiesa risale agli ultimi decenni del Quattrocento.
La tipologia compositiva è quella che si affermerà nella metà del XV secolo che vede cambiati i canoni di rappresentazione: la Vergine è rappresentata seduta frontalmente con le mani giunte con lo sguardo rivolto in avanti; sebbene la figura è ancora lontana dai canoni della Madre adorante sul volto ha uno sguardo pacato e composto che sostituisce il vecchio sguardo fisso ed immobile.

Gli elementi innovativi sono presentati con moderazione, cercando di farli coesistere con i canoni tradizionali: le forme sono contenute entro un blocco ove bisogna circoscrivere le figure, questo per non rinunciare alla simmetria della struttura.
La Madonna ha un manto dorato che dalle spalle le scende sul grembo con molte pieghe ed angoli acuti tra le gambe. Il panneggio risulta molto stilizzato.
La posizione delle braccia e lo sguardo inclinato della testa spezzano la verticalità della statua.
Il trono in cui è posta la Madonna è composto da una piccola struttura che non allarga la base della statua.
Il vestito della Madonna ha delle pieghe verticali ed una cintura all'altezza dei fianchi.
La testa della Madonna è coperta da un telo bianco con delle pieghe verticali che arriva fino alle spalle coprendole i capelli.
Questi caratteri dimostrano che esiste una versione popolare che interpreta l'iconografia della Madonna col Bambino secondo un gusto più conservatore proveniente da un provincialismo di alcune regioni e da una diversa tradizione figurativa.
Un restauro del 1997 condotto dal professore Sergio Diodato, ha portato alla luce che il Bambino non appartiene alla scultura originale, verosimilmente posto nel XVIII secolo. Così gli interventi di consolidamento della statua hanno mostrato che la statua è stata ridipinta molte volte nel corso del tempo facendo perdere il colore originale delle vesti della Madonna.
La mancanza del Bambino originale rende difficile la lettura ed una difficile datazione della statua, tuttavia si suppone che il Bambino sedesse in grembo alla Madonna nell'atto di benedire e che la figura attuale del Bambino sia molto vicina a quella originale tenendo conto che la posa e la torsione del busto che porta il Bambino in avanti in un equilibrio precario, sono anacronistico rispetto al resto della statua.